# A Little Journey
A Little Journey fue una comedia muda estadounidense de 1927 dirigida por Robert Z. Leonard y protagonizada por Claire Windsor y Harry Carey. No existe ninguna copia conocida de esta película, por lo que se la considera como una película perdida.

## Sinopsis
Una chica que viaja en tren para encontrarse con su novio, conoce a otro hombre joven y termina enamorándose de él.

## Reparto
| Actor            | Personaje        |
| ---------------- | ---------------- |
| Claire Windsor   | Julia Rutherford |
| William Haines   | George Manning   |
| Harry Carey      | Alexander Smith  |
| Claire McDowell  | tía Louise       |
| Lawford Davidson | Alfred Demis     |